# Monete di Siena

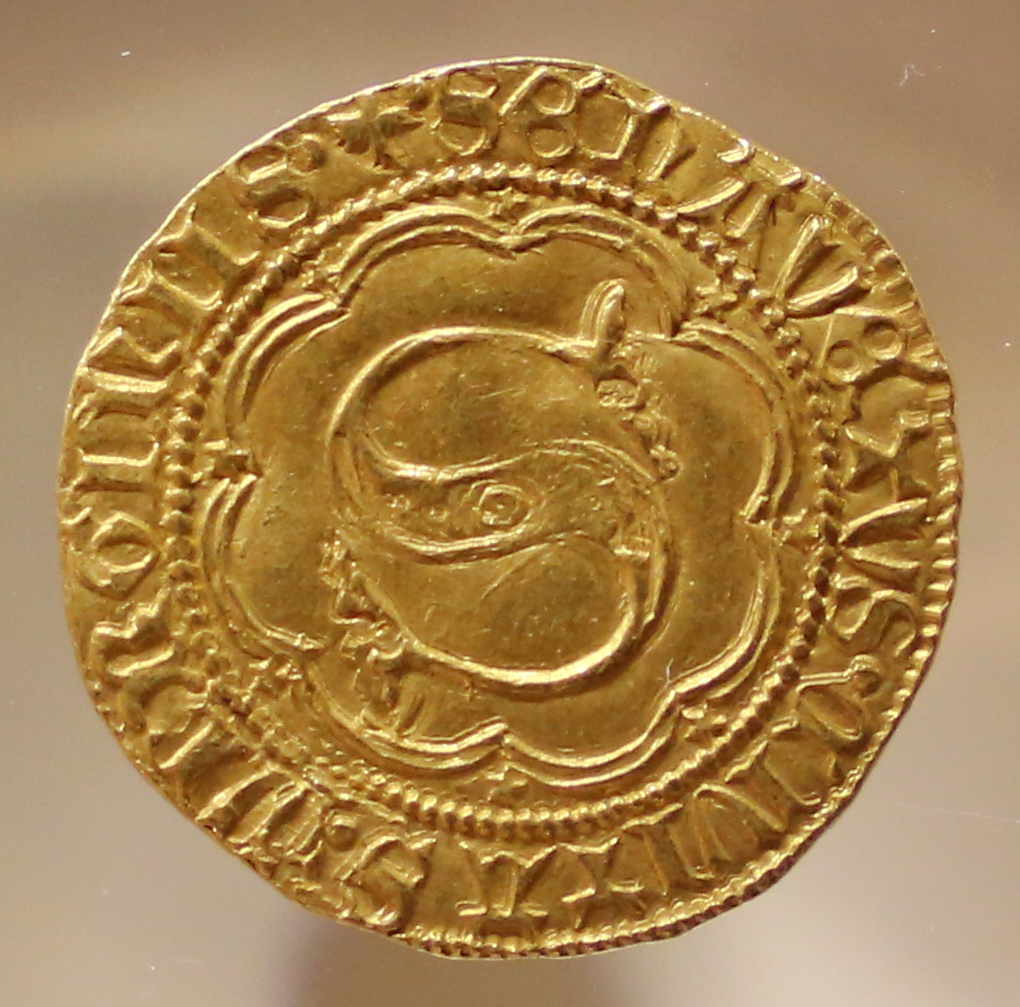
Sanese d'oro, coniato dalla zecca senese dopo la delibera del Consiglio generale del 21 aprile 1376, fu la prima moneta d'oro emessa dalla Repubblica di Siena.

Le monete di Siena sono le monete coniate dalla Repubblica di Siena a partire dalla seconda metà del XII secolo fino alla caduta della Repubblica di Siena riparata in Montalcino nel 1559, in seguito alla Pace di Cateau-Cambrésis.

## Storia e caratteristiche della monetazione senese
Il lento declino dell'autorità imperiale ed il decadimento del potere vescovile portarono alla nascita di un governo laico a Siena. La città divenuta un libero comune in forte ascesa economica ormai sviluppato nelle sue istituzioni interne, non poteva ignorare i vantaggi derivanti dalla gestione di una propria zecca cittadina e quindi già nel XII secolo la nascente Repubblica Senese premeva per l'ottenimento del diritto di zecca.
Il 22 marzo 1176 i comuni di Siena e di Firenze, ancora privi di una propria monetazione, stringevano un accordo monetario impegnandosi reciprocamente ad utilizzare la moneta di Pisa per le proprie transazioni commerciali, l'accordo non ebbe però una lunga durata.
Il 2 febbraio 1180 si ebbe un accordo ufficiale tra il comune di Siena e l'arcivescovo di Magonza per la liberazione di quest’ultimo dalla prigionia del marchese Corrado di Monferrato. L'alto prelato era anche un cancelliere imperiale di Federico I e si impegnò sotto giuramento ad ottenere dall'imperatore la conferma della moneta senese, in cambio del pagamento del riscatto di 400 lire da parte della città. Questo indizio fa quindi supporre che a Siena si battesse già moneta in modo clandestino prima del 1180.
Nonostante il diploma di concessione non sia mai stato rintracciato, ci viene una conferma indiretta della autorizzazione imperiale alla zecca da un documento di Enrico VI del maggio 1186 in cui veniva privata la città di Siena della possibilità di battere moneta dopo essere stata assediata (diritto poi restituito cinque mesi dopo).
La prima documentazione esistente della moneta senese è datata 11 gennaio 1182, grazie ad una licenza di costruzione di un monastero emanata dal vescovo della città, a cui era posta una penale di 100 lire in denari senesi.
La Repubblica di Siena ha sempre tradizionalmente escluso dalle monete qualsiasi riferimento all'imperatore che le aveva dato la concessione. La monetazione senese è invece caratterizzata dalla ripetizione delle medesime iconografie nei secoli: raffigurando una S nel campo del diritto ed una croce nel campo del rovescio. Queste modalità continueranno fino alla fine del XV secolo con la sola eccezione del bolognino coniato con delibera del 1450.
A partire dal XVI secolo viene coniata sulle monete la lupa senese con Senio ed Aschio, la Madonna e infine lo scudo della Repubblica di Siena con su scritto LIBERTAS.
Anche nelle leggende si ha una ripetitività plurisecolare delle raffigurazioni: fino al 1279 è presente la scritta SENA VETVS al diritto ed ALFA ET ω al rovescio, mentre dal 1279 al XVI secolo al diritto SENA VET CIVITAS VIRGINIS ed al rovescio ALFA ED O PRINCIPIV ET FINIS (frase di origine biblica). 
Dal XVI secolo si hanno alcune variazioni in SENA VETVS al diritto e CIVITAS VIRGINIS al rovescio.
In seguito alla vittoria riportata dalla Repubblica di Siena nella battaglia di Porta Camollia del 1526, le leggende sul rovescio diventeranno MANVS TVE DOMINE FECERVNT ME e SALVAVIT NOS DESTERA TVA, rispettivamente nel giulio e nel mezzo giulio senesi.
Con la caduta di Siena e la nascita della Repubblica di Siena riparata in Montalcino, le legende cambiarono totalmente sulle monete montalcinesi coniate dal 1556 al 1559. Nonostante la perdita della capitale fosse avvenuta già nel 1555, le legende montalcinesi rimarcano la sopravvivenza della Repubblica con le parole RESPUBLICA SENENSIS IN MONTEILICINO, facendo riferimento sia alla Vergine (TUO CONFISI PRAESIDIO), sia all’alleato Enrico II Re di Francia (HENRICO II AUSPICE).
| Indice B C D F G P Q S T Note - Bibliografia - Altri progetti |

## B
- Bolognino:

- - Bolognino da 2 soldi: Il bolognino senese venne prodotto dalla zecca di Siena dopo la delibera della Mercanzia del 16 marzo 1450. Sul dritto il bolognino reca nel campo la parola SENA con lettere disposte a formare una croce con un globetto nel centro in cerchio perlinato; nella legenda si hanno tre stelle a sei punte e la scritta VETVS. Sul rovescio è invece presente la legenda +C*VIRGINIS e nel campo ha una lettera A gotica accostata da due anelletti e con un terzo sopra in cerchio perlinato.

- - Bolognino da 6 quattrini: Il bolognino da 6 quattrini venne coniato dal 1548 al 1552. Il dritto reca la legenda +SENA VETVS*CIV ITAS*VIRGINIS*, con al centro la lupa con la testa retrospiciente mentre allatta i gemelli, in cerchio lineare. Il rovescio invece reca la legenda +*ALPHA*ET* ω*PRINCIPI*ET*FINIS, con al centro lo scudo ovale della Repubblica con la scritta LIBERT, in cerchio lineare. Il 27 settembre 1555 ne venne abbassato il corso a 5 quattrini per eliminare la moneta dalla circolazione, poiché la scritta LIBERTA sul bolognino irritava le autorità spagnole.

## C
- Crazia: Questa moneta fu coniata dalla zecca di Siena negli ultimi anni della sua esistenza, durante l'occupazione spagnola e fiorentina della città dopo 1555. Sul diritto è presente la legenda +SENA*VETVS*CIVITAS*VIR* con una lettera S fogliata e la data, mentre sul rovescio è presente la legenda ALPHA*ET* ω*PRINCIPIV*ET*F, con al centro una croce fogliata in cerchio lineare.

## D
- Denaro: Le prime monete di Siena sono i denari senesi del XII secolo. È possibile collocare la data di coniazione dei primi esemplari in un periodo compreso tra il 1175 ed il 1180. Il denaro senese precedente il 1180 recava al diritto la legenda SENAVEIS (con le lettere S coricate) con la lettera S rovescia accostata da quattro globetti con intorno un cerchio rigato, ed al rovescio la legenda ALFA EI ω con raffigurata la croce patente con una piccola punta a ciascuna delle quattro estremità, con intorno un cerchio rigato. Nei denari senesi emessi dal 1180 al 1200 diminuisce la quantità di argento da 333 millesimi a 250[6].
  - Denaro piccolo: Il denaro piccolo venne prodotto dal bulgano senese per un periodo di anni posteriore al 1250. Sul diritto recava la legenda + SENA VETVS con la tradizionale S, tuttavia non più rovesciata come in precedenza. Il rovescio reca una croce patente in cerchio rigato con legenda + * ALFA ET ω.
- Ducato d’oro: Il ducato d’oro senese venne coniato per un periodo che va dal 1465 al 1475 e successivamente dal 1485 agli albori del XVI secolo. Sul diritto reca la legenda +SENA VETVS CIVITAS VIRGINIS e la tradizionale lettera S fogliata in doppio cerchio lineare, mentre sul rovescio reca la legenda ALFA ET O PRINCIPIUM 7 FINIS con una croce fogliata in cerchio lineare che si apre a circondare il segno.

- Mezzo ducato d’oro: Il mezzo ducato d’oro venne coniato dalla zecca senese per la prima volta nel 1471 e successivamente tra il 1504 ed il 1507. Fu la prima moneta senese a chiamarsi ufficialmente con il termine di “ducato”. Sul dritto reca la legenda +*SENA*VETVS*CIVITAS*VIRGNI* con la lettera S fogliata in un cerchio perlinato fra due cerchi lineari, mentre sul rovescio la legenda è *ALFA*ETO*PRINCIPV*S*FINIS, con croce fogliata in un cerchio perlinato fra due cerchi lineari.

## F
- Fiorino d’oro largo: Il fiorino d’oro largo senese fu coniato dal 1423 al 1465, quando venne sostituito dal ducato d’oro. La Repubblica di Siena decise di battere questa moneta per impedire il forte deflusso di oro in moneta verso altri territori esterni allo stato e specialmente verso Venezia. Il fiorino d’oro largo recava al diritto la legenda +SENAVETVS*CIVITAS *VIRGINIS con una lettera S fogliata con bottone centrale in cerchio lineare, mentre sul rovescio recava una croce patente in cerchio lineare che si apre a circondare il segno con la legenda ALFA*ET*O*PRINCIPIVM 7 FINIS*.

## G
- Giulio: Il primo esemplare di giulio d’argento senese venne coniato tra il 1542 ed il 1544. Sul diritto la moneta reca la legenda SENA*VETVS*CIVITAS*VIRG ed al centro è raffigurata la Madonna nimbata e velata con le mani giunte, circondata da raggi e sostenuta da due cherubini per lato e da uno sotto i piedi, in cerchio lineare. Il rovescio reca la legenda ALPHA*7* ω*PRINC*ET*FIN*, con al centro la lupa con la testa retrospiciente, mentre allatta i gemelli in cerchio lineare. Dal 1548 la raffigurazione della Madonna sul diritto varia molto, mentre sul rovescio una croce filettata e fogliata sostituisce la lupa senese. Alcuni esemplari di giulio senese vennero coniati tra il 1555 ed il 1557 durante la occupazione hispano-medicea di Siena dalla zecca della città. Il giulio fu coniato anche nella zecca senese di Montalcino a partire dal 1556, mutando le legende e con la ricomparsa della Vergine Maria.

- - Mezzo giulio da 20 quattrini: Il mezzo giulio da 20 quattrini fu coniato per la prima volta dopo il 1540 dalla zecca senese. Il dritto reca la legenda: (rosetta) SENA VETVS CIVITAS VIRGINIS con al centro la lupa a sinistra con la testa retrospiciente, sul rovescio invece la legenda è ALPH*ET* ω*PRINC*ET*FIN, con al centro una croce ornata accantonata da globetti con appendice in due cerchi lineari. Dal 1541, una raffigurazione della Vergine Maria sostituisce la lupa senese[7].
- Grosso: Coniato intorno al 1246 dal Bulgano senese per un breve periodo di tempo. Il grosso d’argento del 1246 recava al diritto la legenda +SENA (giglio) VETVS, con una S accostata da quattro globetti ed intorno ad essa un cerchio rigato, mentre al rovescio recava + (giglio) ALFA (giglio) ET ω (giglio). Nell'ultimo quarto del XIII secolo venne coniato un grosso per un periodo di circa due anni. Sul diritto la legenda recava + SENA*VETVS e la lettera S accostata da quattro globetti in cerchio rigato, mentre il rovescio recava + (stella) ALFA ED O (stella) con una croce patente accantonata da quattro globetti in cerchio rigato. Nel grosso coniato tra il 1320 ed il 1340, la S sul diritto diventa per la prima volta fogliata.
  - Grosso con la lupa: Il grosso della lupa fu coniato tra il 1526 ed 1537. Sul diritto la moneta reca la legenda +SENA*VETVS*CIVITAS*VIRGIN, con al centro la lupa a sinistra con la testa retrospiciente che allatta i due gemelli in due cerchi lineari, mentre sul rovescio reca la legenda *A*ET: ω*PRINCIPIV*ET*FINIS con al centro la croce fogliata in cerchio lineare interrotto dal segno.
  - Mezzo grosso: Anche chiamato grossetto da 6 denari, fu coniato per un breve periodo tra il 1316 ed il 27 gennaio 1318, giorno in cui fu vietata la sua circolazione e la moneta fu abbassata a 5 denari. Sul diritto reca la legenda + SENA (stella a cinque punte) VETVS con la lettera S accostata da due rosette in cerchio rigato, mentre il rovescio reca la legenda + * ALFA ED O * con una croce patente in cerchio rigato.
  - Grosso da 12 denari: Il grosso da 12 denari o denaro nuovo senese venne coniato a più riprese tra il 1220 ed il 1245, e successivamente dal 1257 al 1270. Nelle monete coniate nel primo periodo, la faccia recava al diritto la legenda SENAVETVS con una lettera S accostata da quattro globetti ed intorno un cerchio rigato, mentre al rovescio recava la legenda + ALFAET ω, con una croce patente in un cerchio rigato. Dal 29 aprile 1257 si decise di coniare le monete alla stessa maniera in tutti i comuni toscani. Il Bulgano senese produsse una grande quantità di queste monete negli anni a cavallo della battaglia di Montaperti e poi fino al 1270. La moneta prodotta dal 1257 recava sul diritto la legenda + SENAVETVS con la lettera S accostata da quattro crocette in cerchio rigato, mentre sul rovescio per la prima volta nella storia senese compare una legenda in volgare con + * ALFAEDO * ed una croce patente in cerchio rigato[8].
  - Grosso da 18 denari: coniato su delibera del 15 dicembre 1282, fino ad i primi anni del XIV secolo. Sul diritto recava la legenda + SENA VETVS con la lettera S in cerchio rigato, mentre sul rovescio la legenda era + * ALFA ED O * con una croce patente in cerchio rigato. Nel 1318 fu abbassato a 17 denari.
  - Grosso da 2 soldi: Il grosso da 2 soldi fu coniato in seguito della delibera del 17 agosto 1279 del Consiglio generale, tuttavia già nel 1309 se ne ordinava il ritiro dei pezzi in circolazione per il loro eccessivo logorio. La moneta in questione recava sul diritto la legenda + SENAVET (rosetta) CIVITAS (rosetta) VIRGINIS, con la tradizionale lettera S accostata stavolta da quattro stelle e sei raggi in cerchio rigato. Il rovescio invece recava la legenda + ALFAEDO (rosetta) PRINCIPIV (rosetta) ET FINIS, con una croce patente in cerchio rigato.
  - Grossetto da 4 soldi: Il grossetto da 4 soldi fu coniato per la prima volta nel 1470. Sul diritto reca la legenda +*SENA*VETVS*CIVTAS*VIRGINIS* con una lettera S fogliata in cornice di nove archi accantonati agli angoli da globetti in cerchio perlinato e lineare, mentre sul rovescio reca la legenda *ALFA*ET*O*PRINCIPIV*Z*FINIS con croce fogliata in cornice di otto archi accantonati agli angoli da globetti in cerchio perlinato ed uno lineare. La moneta fu coniata ancora dopo il 1503, decorate con delle cornice di undici e dodici archi. Dopo il 1532 è presente la lupa senese sul diritto dei grossetti da 4 soldi.

- - Grosso da 5 soldi: Il grosso da 5 soldi (dal 1385 grosso da 5 soldi e 6 denari) venne inizialmente prodotto per un brevissimo periodo in seguito alla delibera del 13 marzo 1350 da parte del Consiglio generale e poi da dopo il 1350 fino al 1376. Nel grosso da 5 soldi iniziale sul diritto la legenda  è + SENAVETVS CIVITAS VIRGNS con la lettera S in cerchio rigato e dal rovescio la legenda diventa +*ALFA 7 DO PRINCIPIV 7 FINIS (tre punti disposti a piramide rovesciata), con una croce patente, con prominenza alle estremità dei bracci intorno, in cerchio rigato. Dal 1350 la lettera S sul diritto diventa fogliata e variano la legenda di diritto ( in +SENA * VETVS * CVITAS * VIRGNIS) e la legenda sul rovescio (in + ALFA EDO * PRINCPV * E FINIS *). Tra il 1376 e metà del XV secolo il grosso da 5 soldi venne coniato con la S del dritto e la croce del rovescio con motivi fogliati, applicando su di essi la biscia viscontea dal 4 maggio 1397 al 1404, quando la Repubblica di Siena fu sotto la signoria dei Visconti.

- - Grosso da 7 soldi: Il grosso da 7 soldi fu battuto a Siena dopo il 1485 e, per non confonderlo con il grosso da 8 soldi, venne posta una lupa sulla moneta. La legenda è quindi (lupa) SENA*VETVS*CIVITAS*VIRGINIS sul diritto ed *ALFA*ET*O*PRINCIPIVM*7*FINIS* sul rovescio. Sul diritto compare una lettera S fogliata in una cornice di otto archi con anelletti alle punte e globetti agli angoli in due cerchi lineari, mentre sul rovescio compare una croce fogliata in una cornice di otto archi con anelletti alle punte e globetti agli angoli in due cerchi lineari che si arrestano al segno. La moneta venne coniata ancora dopo il 1505 in molte varianti.
  - Grosso della lupa da 7 soldi: Coniata per la prima volta nel 1510, questa fu la prima moneta della zecca di Siena in cui la tradizionale S sul diritto è sostituita dall'immagine della lupa senese. Sul diritto reca la legenda *SENA*VETVS*CIVITAS*VIRGINIS con al centro una lupa in piedi a sinistra con la testa retrospiciente mentre allatta uno dei gemelli che ha la mano tesa ad accarezzarle il muso, mentre l'altro gemello e seduto sopra la lupa. Sul rovescio è invece presente la legenda *ALFA*ET* ω*PRINCIPV*ET*FINS con una croce con le estremità a tenaglia in una cornice di otto archi con globetti alle punte in due cerchi lineari che si interrompono al segno. Negli esemplari successivi, il gemello sul dorso della lupa porterà un vessillo di Siena.
  - Grosso da 8 soldi: Il grosso senese da 8 soldi fu coniato per la prima volta dopo la delibera del Consiglio dei Trentasei Mercanti del 14 novembre 1470. La moneta reca sul diritto + (anello) SENA (anello) VETVS (anello) CIVITAS (anello) VIRGNIS con la lettera S fogliata in una cornice di otto archi con anelletti alle punte e globetti agli angoli in cerchio perlinato fra due cerchi lineari. Il rovescio reca una croce fogliata in cornice di otto archi con anelletti alle punte e globetti agli angoli in cerchio perlinato fra due cerchi lineari di cui uno si apre a circondare il segno dello zecchiere, la legenda invece è composta da (anello) ALFA (anello) ET O (anello) PRINCIPIVM (anello) 7 (anello) FINS. Il grosso da 8 soldi fu coniato ancora nel 1503 dopo relativa delibera dei Sei Eletti per la zecca senese.
  - Grosso da 10 quattrini: Il grosso da 10 quattrini fu coniato dalla zecca senese verso la metà del XV secolo. Il diritto recava la legenda +*SENA*VETVS CIVITAS*VIRGINIS* con una lettera S fogliata in cornice di sei archi con globetti agli angoli in cerchio perlinato, mentre al rovescio si ha la legenda *ALFA*ET*O*PRINCIPIVM*7*FINIS con una croce fogliata in cornice di otto archi con globetti agli angoli in cerchio perlinato che in interrompe al centro.
  - Grosso da 20 quattrini: Il grosso da 20 quattrini venne coniato intorno al 1536. Il suo diritto reca la legenda SENA VETVS con al centro la Vittoria alata con la mano destra che indica il cielo, da cui cada la Rugiada Divina, e con una foglia di palma nella mano sinistra. Sul rovescio è presente la legenda +SALVAVIT NOS DESTERA VITA con la raffigurazione del busto della Vergine Maria, nimbata e velata, che tiene il manto che copre un cherubino in cerchio lineare. Dal 1546 i grossi da 20 quattrini recano la lupa senese sul diritto ed una croce finestrata sul rovescio.
  - Grosso da 40 quattrini: Il grosso da 40 quattrini venne coniato a scopo commemorativo probabilmente nel 1536 per il decimo anniversario della battaglia di Camollia. La moneta è molto innovativa: sul diritto reca la legenda +SENA*VETVS*CIVITAS*VIRGINIS* con al centro un busto della Madonna, nimbata e velata con un manto a protezione di Siena, raffigurata da Porta Camollia. Sul rovescio è presente invece la legenda MANVS*TVE*DOMINE*FECERVNT*ME con al centro la raffigurazione della Vittoria alata con la mano destra alzata in cielo, da cui cade la Rugiada Divina, e la mano sinistra che stringe una foglia di palma, il tutto in cerchio lineare[9].
  - Grosso da 80 quattrini: Il grosso da 80 quattrini fu coniato dalla zecca senese tra il 1526 ed il 1527, dopo la vittoriosa battaglia di Camollia, in un momento di necessità di moneta circolante per lo Stato. Sul diritto la moneta reca la legenda +SENA*VETVS*CIVITAS*VIRGIN ed al centro la tradizionale lettera S fogliata in un cerchio lineare ed uno perlinato. Sul rovescio è invece presente la legenda *ALFA*ET* ω*PRINCIPI*E*FINIS , con una croce fogliata in un cerchio lineare e uno perlinato[10].

## P
- Parpagliola da 10 quattrini: La parpagliola venne coniata dalla zecca senese di Montalcino dal 1556 al 1559. La moneta recava sul diritto la legenda: (giglio)R*P*SEN*IN MONTE*ILICINO, con al centro la lupa senese con la data di coniazione in cerchio lineare, mentre sul di rovescio si ha la legenda *HENRICO*II*AVSPICE*, con al centro una croce gigliata con al centro una rosetta, il tutto in cerchio lineare.
  - Mezza parpagliola da 5 quattrini: La mezza parpagliola fu coniata nella zecca senese di Montalcino dal 1556. Il rovescio differiva dalla parpagliola da 10 quattrini, recando uno scudo irregolare con la scritta S.P.Q.S.
- Piccolo: Il piccolo fu prodotto dopo la delibera del 18 dicembre 1285 da parte del Consiglio generale e le sue varie coniazioni si sono protratte fino al 16 aprile 1371, con la nascita del nuovo piccolo. Sul diritto reca la legenda + SENA*VETVS con la lettera S accostata da due rosette in cerchio rigato, mentre il rovescio reca la legenda * ALFA ED O.

## S
- Sanese d’oro: Il sanese d’oro fu la prima moneta d’oro della Repubblica di Siena: fino ad allora infatti la zecca senese aveva coniato solo monete d'argento perché di più facile reperimento. Il sanese fu coniato dal 21 aprile 1376 e si protrasse a lungo. Il dritto reca la legenda +*SENA VETVS CIVITAS VIRGINIS* con una S fogliata in cornice di otto archi doppi con stelle a cinque punte in cerchio perlinato, mentre il rovescio reca la legenda *ALFA*Z Θ*PRINCIPV*7*FINIS con croce fogliata in cornice di otto archi doppi con stelle a cinque punte agli angoli in cerchio perlinato che si apre a circondare il segno[11]. Durante la signoria dei Visconti, la zecca senese applicò l'armetta viscontea al sanese d’oro per un periodo che va dal 1391 al 3 aprile 1404.
- Scudo d’oro: Lo scudo d'oro senese venne coniato a partire dal 1546 a lega di Venezia. Sul diritto reca la legenda SENA*VETVS*CIVITAS*VIRGINIS con al centro la lettera S filettata ed ornata da arabeschi in due cerchi lineari, mentre sul rovescio è presente la legenda ALPHA*ET* ω*PRINCIPI*ET*FINIS, con una croce finestrata ed ornata in due cerchi lineari. Dal 1548 al 1554 il diritto reca la tradizionale lupa senese. Tra il 1556 ed il 1559 la zecca senese di Montalcino coniò degli scudi d'oro adottando la libbra di Roma. Questi scudi di Montalcino recano sul diritto la legenda: (giglio)*R*P*SEN*IN MONTE*ILICINO, con la lupa al centro, mentre sul rovescio recano la legenda *HENRICO*II*AVSPICE*, (con un chiaro riferimento al re di Francia, sostenitore della causa senese) con al centro lo scudo ovale della Repubblica.

- - Mezzo scudo d'oro: Il mezzo scudo d’oro senese venne coniato a partire dal 1546 a lega di Venezia. Il diritto reca la legenda +SENA*VETVS*CIVIT*VIRGINIS con al centro una lettera S filettata ed ornata da arabeschi in cerchio lineare. Il rovescio reca la legenda A*ET* ω*PRINCIPIVM*ET*FINS, con una croce finestrata ed ornata in cerchio lineare. Dal 1556 vennero coniati dei mezzi scudi d’oro nella zecca senese di Montalcino con delle differenti legende e con la decorazione della parte centrale del rovescio con lo scudo della Repubblica, recante la scritta LIBERTA.
  - Scudo d'oro del sole: Lo scudo d’oro del sole venne coniato tra il 1532 ed il 1539 in peso e lega di Venezia. La moneta reca sul diritto la legenda (sole) SENA*VETVS*CIVITAS*VIRGIS con uno scudo accartocciato con dentro la lupa a sinistra con la testa retrospiciente che allatta i gemelli in cerchio lineare. Il rovescio invece ha come legenda ALPHA*ET* ω*PRINCIPIV*ET*FI:, con al centro una croce fogliata con un piccolo riquadro al centro in cerchio lineare.

## Q
- Quattrino: Il quattrino senese fu coniato in seguito alle delibere del 14 gennaio 1351 e del 16 aprile 1371, dopo aver effettuato dei saggi sulle relative monete fiorentine. Quello successivo alla delibera del 1371 reca sul diritto la legenda +*SENA*VETVS* con la lettera S fogliata in cerchio perlinato, mentre sul rovescio compare una croce patente in cerchio perlinato con la legenda +*ALFA*EDO. Dal 1423 fu coniato per molto tempo un nuovo tipo di quattrino d’argento con croce fogliata e cerchio perlinato; negli anni la sua lega andò sempre peggiorando. Nella zecca si tornò a coniare quattrini dal 1503 fino al 1526, anno in cui ne venne vietata la produzione[12]. Nel 1558 vennero coniati quattrini nella zecca senese di Montalcino che recavano nel campo del rovescio la scritta LIBERTAS su tre righe.

## T
- Testone: Il testone (o pezzo da 3 giuli) venne coniato dal 1556 al 1559 dalla zecca senese di Montalcino, adottando la libbra di Roma. Il diritto reca la legenda: (giglio)R*P*SEN*IN*M*ILICI*HENR*II*AVSP*, con al centro la lupa senese con la testa retrospiciente, raffigurata mentre allatta i gemelli su una piattaforma circolare con sotto la data, il tutto in cerchio lineare. Il rovescio invece reca la legenda *TVO CONFISI PRAESIDIO, con al centro la raffigurazione della Madonna velata e nimbata, mentre è intenta a pregare, seduta sulle nuvole ed accostata da quattro cherubini, in cerchio lineare[13].